# Maurice Caullery

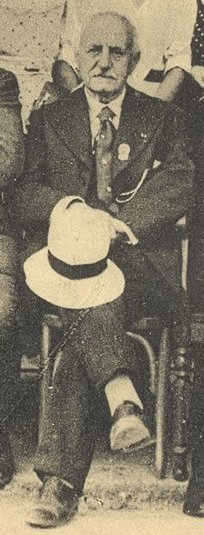
Maurice Caullery

Maurice Caullery, genauer Maurice Jules Gaston Corneille Caullery (* 5. September 1868 in Bergues, Frankreich; † 15. Juli 1958 in Paris) war ein französischer Biologe, vor allem Zoologe. Sein offizielles botanisches Autorenkürzel lautet „Caullery“.

## Leben und Wirken
Caullery lehrte 1900 an der Universität Marseille, 1903 an der Universität Paris. Er folgte Alfred Giard als Direktor der zoologischen Station in Wimereux 1909 nach.
Caullery wurde bekannt für seine Forschungen an parasitischen Protozoen und Meereswirbeltieren. Er erforschte, wie sich die Morphologie, Reproduktion und Ökologie von Manteltieren (Tunicata, Urochordata) und Ringelwürmern (Annelida) auf ihre Evolution auswirkte. Er beschrieb den Meereswurm Siboglinum weberi, der später die Basis für die Aufstellung der Tierordnung der Bartwürmer (Pogonophora) bildete.

## Ehrungen
1919 wurde er als assoziiertes Mitglied in die Académie royale des Sciences, des Lettres et des Beaux-Arts de Belgique aufgenommen. 1920 wurde Caullery in die American Academy of Arts and Sciences gewählt. 1928 wurde er Mitglied der Académie des sciences. 1930 wurde er als Ehrenmitglied (Honorary Fellow) in die Royal Society of Edinburgh aufgenommen. 1947 wurde ihm die Linné-Medaille der Linnean Society of London verliehen. 1948 wurde er als Foreign Member in die Royal Society gewählt.

## Werke
- Le Parasitime et la symbiose. 1922.
- Le probléme de l'évolution. 1931.
- Organisme et sexualité. 1942.